# All I Can Do (sång)
"All I Can Do" är en sång skriven och inspelad av Dolly Parton.  Den släpptes i maj 1976 som andra singel ut från albumet med samma namn. På countrysingellistorna nådde den förstaplatsen i Kanada och tredjeplatsen i USA.

## Listplaceringar
| Lista (1976)                     | Topplacering |
| -------------------------------- | ------------ |
| Canadian RPM Country Tracks      | 1            |
| US Billboard Hot Country Singles | 3            |

### Fotnoter
1. ↑  ”RPM charts archive”. http://www.collectionscanada.gc.ca/rpm/028020-119.01-e.php?&file_num=nlc008388.5080&volume=26&issue=2&issue_dt=October%2009%201976&type=1&interval=24&PHPSESSID=m89iq841abagb37ld9c0fdc1f3. Läst 8 mars 2010.
2. ↑  ”Dolly Parton” (på engelska). Allmusic. http://www.allmusic.com/artist/dolly-parton-mn0000175286/awards. Läst 9 september 2014.